# George W. Dargan

George W. Dargan

George William Dargan (* 11. Mai 1841 bei Darlington, South Carolina; † 29. Juni 1898 ebenda) war ein US-amerikanischer Politiker. Zwischen 1883 und 1891 vertrat er den Bundesstaat South Carolina im US-Repräsentantenhaus.

## Werdegang
George Dargan war ein Urenkel von Lemuel Benton (1754–1818), der zwischen 1793 und 1799 für South Carolina im US-Repräsentantenhaus saß. Er besuchte die öffentlichen Schulen seiner Heimat und die Militärakademie von South Carolina. Während des Bürgerkrieges diente er in der Armee der Konföderierten Staaten. Nach einem anschließenden Jurastudium und seiner im Jahr 1872 erfolgten Zulassung als Rechtsanwalt begann er in Darlington in seinem neuen Beruf zu praktizieren.
Politisch wurde Dargan Mitglied der Demokratischen Partei. Im Jahr 1877 wurde er in das Repräsentantenhaus von South Carolina gewählt. 1880 war er als Staatsanwalt im vierten Gerichtsbezirk von South Carolina tätig. Bei den Kongresswahlen des Jahres 1882 wurde er im wieder eingerichteten sechsten Wahlbezirk von South Carolina in das US-Repräsentantenhaus in Washington, D.C. gewählt. Dort trat er am 4. März 1883 sein neues Mandat an. Nach drei Wiederwahlen konnte er bis zum 3. März 1891 vier zusammenhängende Legislaturperioden im Kongress absolvieren.
Im Jahr 1890 verzichtete Dargan auf eine weitere Kandidatur. In den folgenden Jahren arbeitete er wieder als Anwalt in Darlington. Dort ist er am 29. Juni 1898 auch verstorben.